# Ranunculus kitaibelii
Ranunculus kitaibelii är en ranunkelväxtart som beskrevs av Sóo. Ranunculus kitaibelii ingår i släktet ranunkler, och familjen ranunkelväxter. Inga underarter finns listade i Catalogue of Life.